# Stuck with Me
«Stuck with me» (en español: «Pegada a mí» o «Atascado en mí») es la tercera pista del álbum Insomniac y el segundo sencillo del mismo álbum.

## Letra y significado
La letra de la canción es el ejemplo más claro del pesimismo de este disco. Por ejemplo donde dice:

Destroyed, giving up the fight,

Well I know I'm not alright.
Que quiere decir:

Destruido, abandonando la pelea,

bueno ya sé que no estoy bien.
El significado de la canción es muy amplio, desde ser demasiado poco personalidad para afrontar las cosas, a la subida de Green Day al mundillo de las grandes bandas de la música donde llegaron después del éxito de Dookie y de como la banda no encajaba con esas personas.

## Vídeo
El video se caracteriza por mostrar a la banda tocando en un cuarto en blanco y negro, apareciendo los dibujos de la portada de Insomniac en animación. Fue el primer video del álbum, pero se lanzó como sencillo después de Walking Contradiction.

## Lista de canciones
| Sencillo en CD |                                          |          |  |
| N.º            | Título                                   | Duración |  |
| 1.             | «Stuck With Me»                          | 2:16     |  |
| 2.             | «When I Come Around» (Live In Stockholm) | 2:54     |  |
| 3.             | «Jaded» (Live In Stockholm)              | 1:53     |  |

| Sencillo en CD [Live] |                                            |          |  |
| N.º                   | Título                                     | Duración |  |
| 1.                    | «Stuck With Me» (Live In Stockholm)        | 2:37     |  |
| 2.                    | «Dominated Love Slave» (Live In Stockholm) | 2:12     |  |
| 3.                    | «Chump» (Live In Stockholm)                | 2:42     |  |

| Casete |                                          |          |  |
| N.º    | Título                                   | Duración |  |
| 1.     | «Stuck With Me»                          | 2:16     |  |
| 2.     | «When I Come Around» (Live In Stockholm) | 2:54     |  |

| CD Promocional |                        |          |  |
| N.º            | Título                 | Duración |  |
| 1.             | «Stuck With Me» (Edit) | 2:16     |  |